# Raderfordij
Raderfordij ali tudi rutherfordij, nekdaj znan tudi kot kurčatovij ali dubnij, je kemijski element, ki ima v periodnem sistemu simbol Rf in atomsko število 104. To je močno radioaktiven umetni element, katerega najstabilnejši izotop ima razpolovni čas manj kot 70 sekund. Ta element se torej ne uporablja za nič in o njem je znano le malo. Raderfordij je prvi transaktinid in domnevajo, da ima podobne kemijske lastnosti kot hafnij.

## Zgodovina
Raderfordij so najprej najprej sintetizirali leta 1964 na Združenem inštitutu za jedrske raziskave v sovjetski Dubni. Tamkajšnji raziskovalci so obstreljevali plutonij s pospešenimi neonovi ioni z 113 do 115 MeV in trdili, da so z mikroskopom odkrili sledi jedrskega razcepa v določeni vrsti stekla, kar je nakazovalo na prisotnost novega elementa. Za ime elementa številka 104 so po mestu odkritja predlagali dubnij (s simbolom Db) in pozneje kurčatovij, v čast Igorju Vasiljeviču Kurčatovu (1903-1960), nekdanjemu vodji sovjetskega jedrskega programa.
Leta 1969 so raziskovalci na Kalifornijski univerzi v Berkeleyju sintetizirali ta element tako, da so kalifornij-249 in ogljik-12 izpostavili visokoenergijskim trkom. Ameriška skupina je tudi trdila, da ne more reproducirati zgodnejše sinteze sovjetskih znanstvenikov, in je element poimenovala raderfordij, po novozelandskem jedrskem fiziku Ernestu Rutherfordu.
IUPAC, mednarodna zveza za čisto in uporabno kemijo, je zaradi spora za ime začasno privzela unnilkvadij s simbolom Unq, leta 1997 pa so spor razrešili in se dogovorili za trenutno ime.